# Arpe (Wenne, Niederberndorf)
Die Arpe, im Oberlauf Brachter Bach genannt, ist ein gut 7 Kilometer langer, orografisch linker Nebenfluss der Wenne in Nordrhein-Westfalen. Der Bach fließt im Westen des Hochsauerlandkreises und sollte nicht mit dem gleichnamigen Nebenfluss Arpe der Wenne bei Berge verwechselt werden. Außer in Ortslagen fließt der Bach durch das Landschaftsschutzgebiet Arpetal zwischen Arpe und Niederberndorf und das Landschaftsschutzgebiet Arpetal und Seismecke mit Quellzuflüssen west- und südwestlich Arpe.

## Geographie

### Verlauf
Die Arpe entspringt am Sattel zwischen Bracht (599,1 m) und Helle (620,9 m) auf einer Höhe von 501 m ü. NN als Brachter Bach. Von hier aus fließt der Bach vorwiegend nach Nordosten. Im Bereich der Ortschaft Bracht ist der Bach verrohrt. Ab der Mündung des Schleddesiepen, etwa 1 km nordöstlich von Bracht, wird der Flusslauf Arpe genannt. Nach dem Durchfließen der gleichnamigen Ortschaft Arpe mündet der Bach in Niederberndorf auf einer Höhe von 339 m ü. NN linksseitig in die Wenne.
Auf seinem 7,3 km langen Weg überwindet der Bach einen Höhenunterschied von 162 m, was einem mittleren Sohlgefälle von 22,2 ‰ entspricht. Die Arpe entwässert ein 17,447 km² großes Einzugsgebiet über Wenne, Ruhr und Rhein zur Nordsee.

### Nebenflüsse
Wichtigster Nebenfluss der Arpe ist der 4,5 km lange Mühlenbach. Im Folgenden werden die Nebenflüsse in der Reihenfolge von der Quelle zur Mündung genannt, die von der Bezirksregierung Köln (ehemaliges Landesvermessungsamt) geführt werden. Angegeben ist jeweils die orografische Lage der Mündung, die Länge, die Größe des Einzugsgebiets, die Höhenlage der Mündung und die Gewässerkennzahl.

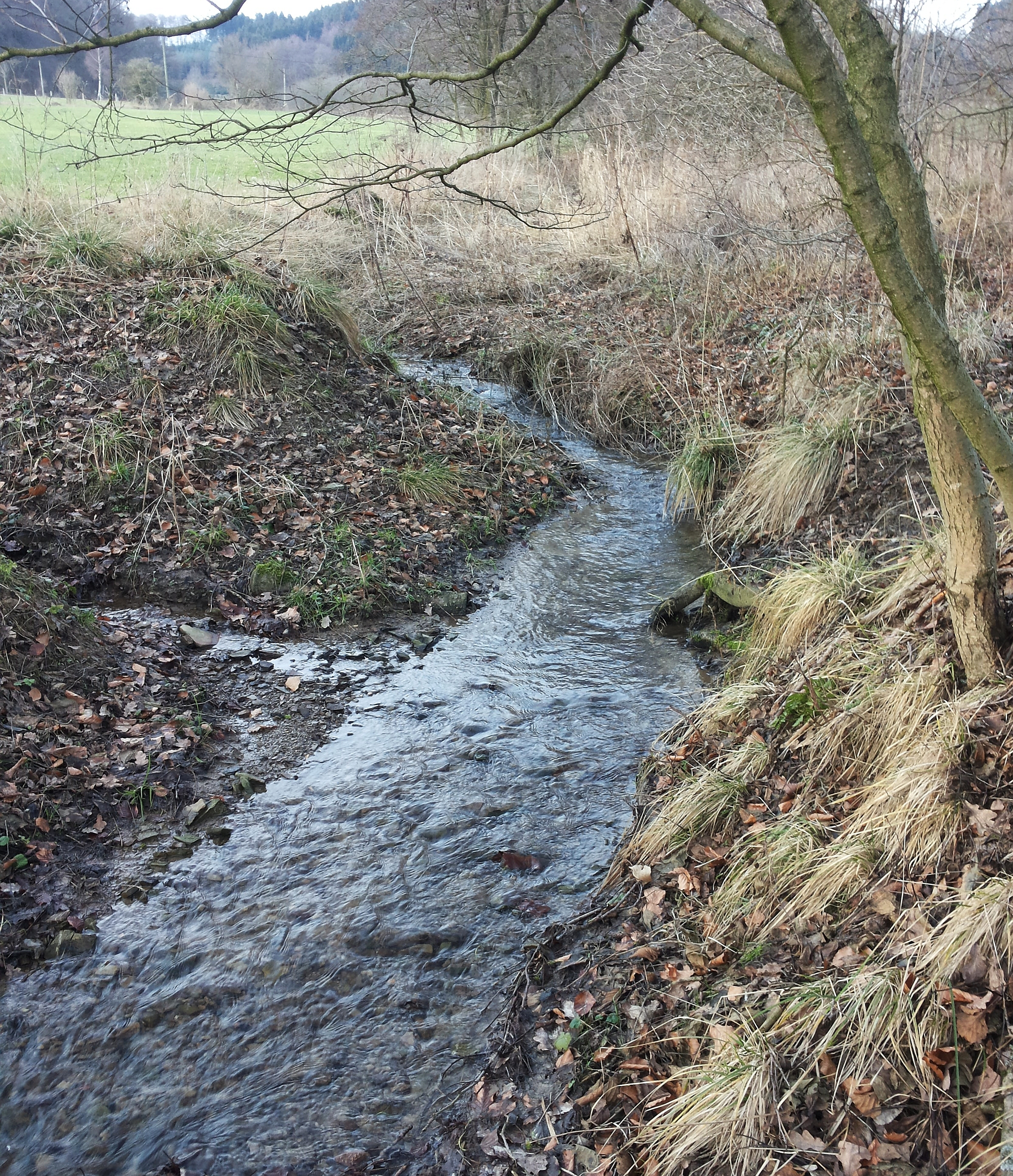
Hardtsiepen

| Name              | Lage   | Länge [km] | Einzugsgebiet [km²] | Mündungshöhe [m. ü. NN] | DGKZ     |
| ----------------- | ------ | ---------- | ------------------- | ----------------------- | -------- |
| Schledde-Siepen   | rechts | 1,5        |                     | 414                     | 27616212 |
| Herscheder-Siepen | links  | 1,4        | 1,221               | 395                     | 2761622  |
| Seismecke         | links  | 1,6        |                     | 373                     | 27616232 |
| Hardtsiepen       | links  | 1,6        |                     | 368                     | 27616234 |
| Mühlenbach        | rechts | 4,5        | 6,360               | 361                     | 2761624  |
| Heimke            | rechts | 1,8        |                     | 358                     | 27616292 |